# Cyphoidris parissa
Cyphoidris parissa är en myrart som beskrevs av Bolton 1981. Cyphoidris parissa ingår i släktet Cyphoidris och familjen myror. Inga underarter finns listade i Catalogue of Life.